# Варламово (Новосибирская область)
Варла́мово — село в Болотнинском районе Новосибирской области. Административный центр Варламовского сельсовета.

## География
Площадь села — 524 гектара.

## История
Основано в 1908 году. В 1926 году деревня Варламов Падун состояла из 49 хозяйств, основное население — русские. В административном отношении находилась в составе Кандерепского сельсовета Болотнинского района Томского округа Сибирского края.

## Население
| 2002 | 2007 | 2010 |
| ---- | ---- | ---- |
| 446  | ↗457 | ↘436 |

## Инфраструктура
В селе по данным на 2007 год функционируют 1 учреждение здравоохранения, 2 образовательных учреждения.